# Сюань-де хуа-юань
Сюань-де хуа-юань (宣德 画院, Академія живопису Сюань-де) — державна установа навчально—академічного характеру, яке мале призначення готувати професійних художників і координувати діяльность придворних живописців. Існувала в епоху Мін.

## Фундація
Офіційна структура, що об'єднала літераторів, каліграфів і художників — «Вень-юань ге» («Палата літературного потоку»), — була створена ще засновником династії Мін — Чжу Юаньчжаном (Тай-цзу), незабаром після проголошення їм нового правлячого режиму у першій столиці імперії — м.Нанкін. Поспіх в організації такої структури була обумовлена, насамперед, потребою двору у придворних живописцях, відповідальних за виконання стінописів і картин для палаців й будівель столичних відомств, знову зведених після довгих десятиліть внутрішніх воєн.
Тим не менш, власне Академія живопису була засновано лише у середині 1420-х років п'ятим імператором династії Мін — Чжу Чжаньцзи (Сюань-цзуном), в роки правління під девізом Сюань-де, за моделлю Академії живопису (Хуа-юань), яка існувала в епохи Північна Сун і Південна Сун, що й знайшло відображення в прийнятому згодом її назві — Хуа-юань Сюань-де, тобто Академія живопису, заснована в період правління під девізом Сюань-де.

## Діяльність
Відновлення Академії живопису призвело до оновлення естетичних установок академічної школи та офіційної художньої творчості, призначеної для задоволення духовних потреб двору і держави. Визначальний вплив на діяльність мінської Академії живопису мала загальна для культури цього періоду тенденція реставрації національних духовних традицій і цінностей після монгольського панування епохи Юань. Перед придворними художниками (гун'янь-хуацзя) ставилося завдання відродити художню спадщину епох Тан і Сун, які вважалися часом найвищого розквіту національної імперської державності та духовності.
Виходячи з цього завдання, була розроблена система приписів, які стосувалися тем, сюжетів, образів і методів живописного творчості, найменші відхилення від яких тягли за собою адміністративні покарання, аж до заслання. Придворним художникам замовлялися оповідно-парадні картини, що прославляли правлячу династію, суто декоративні твори та пейзажі, витримані в дусі шедеврів майстрів минулого, проте які відрізнялися зовнішньою ефектністю.
У другій половині епохи Мін академічна школа вступила в стадію стагнації. Незважаючи на численність штатного складу Хуа-юань Сюань-де, історія китайського живопису зберегла лише кілька імен художників-академістів, які заслуговують на увагу. Вони створювали масштабні і барвисті полотна, головним чином, в жанрі «квіти і птахи» — хуа-няо (华 鸟, «живопис квітів і птахів».

## Представники
Одним з засновників мінського академічного варіанту хуа-няо вважається Бянь Веньцзін. Уродженець периферійного південно-східного району Китаю (пров. Фуцзянь), він став придворним художником ще у Нанкіні, вже тоді здобувши собі славу видатного майстра жанру «квіти і птахи». Бянь Веньцзін працював також в фігуративному живописі — жанрі («живопис фігур»), і в анімалістичному жанрі, створивши його тематичний різновид зображення тигрів в умовно—декоративної манері. Композиції Бянь Веньцзин в жанрі хуа-няо відверто цитують твори художників—академістів епохи Північна Сун, разом з тим, відрізняючись яскравістю фарб, монументальністю, насиченістю зображеннями і ретельною обробкою деталей, наприклад, «Чунь няо хуа ту» («Весняні птахи і квіти», 155х99 см, шовк, фарби. Шанхайський художній музей).
Наступником Бянь Веньцзін і найбільшим майстром хуа-няо в історії Академії живопису Сюань-де визнано Лінь Ляна (1416–1480), який працював у поліхромній та монохромній техніках, переважно продовжуючи і варіюючи стилі представників академічної школи епохи Південна Сун. До найкращих творів Лінь Ляна відноситься картина «Шаньча бай сянь ту» («Дикі камелії і сріблястий фазан», інша назва «Шаньча бай юй ту» — «Дикі камелії і птах c білим пір'ям», 152 , 3х77, 2 см, шовк, фарби. Шанхайський художній музей). Головною творчою новацією Лінь Ляна вважається розробка образу хижого птаха (орла, сокола), рідкісного в жанрі хуа-няо, і символізує рівновагу життя і смерті в природі.
Серед художників, що працювали в пейзажного живопису — шань-шуй (山水, «живопис гір і вод»), спеціальної згадки заслуговують Лі Цзай (1-а пол. XV ст.) та Го Чунь (XV ст.).